# Nationalpark Alta Murgia
Nationalpark Alta Murgia eller på italiensk Parco Nazionale dell'Alta Murgia er en nationalpark i Apulien i det sydlige Italien, etableret i 2004. Den ligger i Murgeplateauet, med administrationen beliggende i byen Gravina in Puglia,og har et areal på 677,39 kvadratkilometer.